# Don Young
Donald Edwin "Don" Young, född 9 juni 1933 i Meridian i Sutter County, Kalifornien, död 18 mars 2022 i Los Angeles, Kalifornien, var en amerikansk republikansk politiker. Han representerade delstaten Alaska i USA:s representanthus från 1973 fram till sin död.
Young tjänstgjorde i USA:s armé 1955–1957. Han avlade 1958 sin kandidatexamen vid California State University. Han var borgmästare i Fort Yukon i Alaska 1960–1968.
Young utmanade sittande kongressledamoten Nick Begich i kongressvalet 1972. Begich var ombord på ett flygplan som försvann spårlöst den 16 oktober 1972. Begich vann sedan valet postumt med 56,2% av rösterna mot 43,8% för Young. Efter valet dödförklarades Begich och Young besegrade knappt demokraten Emil Notti i fyllnadsvalet i mars 1973. Han omvaldes därefter 20 gånger.
När Young frågades om det faktum att delstaten Alaska har den högsta självmordsfrekvensen i USA per capita, sa Young att han anser att den höga självmordsfrekvensen är åtminstone delvis resultatet av federala statens utdelningar, och att "detta självmordsproblem fanns inte tills vi fick generositet av staten."
Den 21 oktober 2014 talade Young till en samling studenter vid Wasilla High School, strax efter att en elev begått självmord. Under en fråge- och svarssession, sade han att elevens självmord hade orsakats av brist på stöd från familj och vänner. Under samma sammankomst drog Young också upp en historia om att dricka alkohol i Paris och använde svordomar flera gånger, rapporterade tjänstemän från skolan.
När Young kritiserades av en elev för hans kommentarer om självmord, kallade Young honom ett "arsle". Young bad om ursäkt för dessa kommentarer den 24 oktober, då han sade "Jag är djupt och verkligen ledsen för den smärta det har orsakat folket från Alaska."

## Privatliv
Young var gift med Lula Fredson och de hade två döttrar. Lula dog den 1 augusti år 2009.